# España en los Juegos Olímpicos de Oslo 1952
España estuvo representada en los Juegos Olímpicos de Oslo 1952 por una delegación de 4 deportistas (todos hombres) que participaron en un deporte: esquí alpino. El portador de la bandera en la ceremonia de apertura fue José Picurio (delegado federativo).
Responsable del equipo olímpico fue el Comité Olímpico Español (COE). El equipo nacional no obtuvo ninguna medalla.